# Herb Bojanowa
Herb Bojanowa – jeden z symboli miasta Bojanowo i gminy Bojanowo w postaci herbu.

## Wygląd i symbolika
Herb przedstawia wizerunek srebrnego barana z zakręconymi rogami, biegnącego z lasu z białymi pniami drzew i nieregularnym kształcie zielonej korony na
czerwonym polu przebijającym pomiędzy drzewami, mającego pod nogami zielone runo trawy.

## Historia
Herb został określony w Statucie Gminy Bojanowo z dnia 29 kwietnia 2003 roku, jednak rada miejska zwróciła się do Komisji Heraldycznej o opinię w związku z nieścisłościami z interpretacją roślin, które występowały na herbie. Zdaniem Komisji Heraldycznej, baran powinien wyskakiwać z krzewu różanego. Motyw taki byłby nacechowany głębszą symboliką niż baran wyskakujący z lasu. Tymczasem cała udokumentowana tradycja heraldyczna miasta uwzględniała las. Kompromis jaki ostatecznie wypracowano to wystylizowanie zarośli w taki sposób, aby korony drzew przypominały kwiaty, dokładnie jak na najstarszej pieczęci miejskiej.